# Beast Boxing 3D
Beast Boxing 3D fue un videojuego de boxeo independiente de 2010 desarrollado por Goodhustle Studios y lanzado para dispositivos móviles iOS. El jugador asume el papel de Char, una boxeadora humana que busca convertirse en la campeona de las Beast Boxing Leagues. Se lanzó una nueva versión titulada Beast Boxing Turbo para macOS, Ouya y Windows. Beast Boxing Turbo fue delistado de Steam en 2019 tras el cierre de Goodhustle Studios.

## Trama
Char, una boxeadora humana de los barrios bajos, busca convertirse en la campeona de las Beast Boxing Leagues; unas ligas de boxeo para monstruos. Los monstruos desprecian a los humanos y no se les permite ingresar a las ligas, por lo que comienza su carrera de boxeo ingresando a las ligas con un disfraz de monstruo. Char es entrenada por Piglas, un monstruo cerdo consciente de que es humana. Char derrota a los campeones de Bush League, Pro League y Ultra League. Después de que Char derrota a Darbech, el actual campeón de la Ultra League, se revela que también es un humano disfrazado.

## Jugabilidad
En Beast Boxing, el jugador asume el papel de Char, una boxeadora humana que aspira a convertirse en la campeona de las Beast Boxing Leagues. Para ganar un combate, el jugador deberá ganar por nocaut dos de las tres rondas con su oponente. El jugador deberá derrotar a los campeones de la Bush League, la Pro League y la Ultra League, convirtiéndose finalmente en el actual campeón de la Ultra League. Beast Boxing 3D tiene nueve oponentes con dos adicionales agregados en actualizaciones posteriores, mientras que Beast Boxing Turbo tiene doce. El jugador puede lanzar ganchos moviéndose hacia la izquierda o hacia la derecha mientras golpea; Beast Boxing 3D podrá usar controles de deslizamiento para realizar diferentes tipos de golpes, y moverse por el ring inclinando el dispositivo aprovechando el acelerómetro. Existen los golpes rápidos, mientras que los ganchos causan más daño, pero tardan más en asestar. El medidor de guardia muestra la probabilidad de que un oponente bloquee los ataques, representado por un icono de guante de boxeo debajo de su retrato que está hacia arriba o hacia abajo. Los oponentes bloquearán movimientos con más frecuencia si el jugador los usa repetidamente, lo que requerirá que el jugador use diferentes estrategias. Piglas le dará consejos al jugador durante cada pelea.
Tanto atacar como bloquear consume poder, que también se puede agotar al ser golpeado. Quedarse sin poder causará fatiga, lo que hará que el jugador pierda su progreso de racha y se mueva temporalmente más lento. El medidor de racha del jugador aumentará con cada golpe dado al oponente, pero se perderá si el jugador es golpeado o su poder se agota. Al alcanzar la racha máxima, el jugador obtendrá temporalmente poder ilimitado y causará más daño con cada golpe. Al atacar y no ser golpeado, el jugador podrá realizar un combo. La salud se regenera lentamente con el tiempo, excepto el daño marcado en rojo, el cual se restaurará en la siguiente ronda.
Las monedas se otorgan después de cada combate, y los oponentes previamente derrotados pueden volver a luchar en combates de exhibición. Las monedas se pueden usar para comprar mejoras de estadísticas y armaduras permanentes. Se pueden comprar y usar potenciadores temporales en las peleas, como la capacidad de ralentizar el tiempo y mejoras de salud; esto no está disponible en Beast Boxing Turbo. En Beast Boxing Turbo, la Nueva partida+ se desbloqueará después de completar el modo historia, lo que hará que los enemigos sean más fuertes mientras se conserva el equipo del jugador y las mejoras de estadísticas. En el modo Sin fin, el jugador intentará derrotar a tantos oponentes como sea posible sin perder una pelea, y las puntuaciones se mostrarán en una tabla de clasificación en línea.

## Desarrollo
El prototipo de Beast Boxing 3D se tituló inicialmente Monster Boxing. Beast Boxing 3D se anunció en febrero de 2010, y se lanzó el 28 de octubre de 2010 para iOS. Beast Boxing 3D se lanzó originalmente con nueve oponentes diferentes, y se agregaron oponentes adicionales con temas festivos en actualizaciones posteriores. El modo de juego Endless del juego también se agregó en una actualización.
Beast Boxing Turbo recibió luz verde en Steam Greenlight y se lanzó en Steam en octubre de 2013. Beast Boxing Turbo fue eliminado de Steam el 29 de marzo de 2019 tras el cierre de Goodhustle Studios.
Gordon Luk, el diseñador de Beast Boxing, describió a Beast Boxing Turbo como «un rediseño completo» de Beast Boxing 3D en lugar de un port, afirmando que utilizó «dos años de comentarios de los jugadores para eliminar cosas que no eran divertidas y reemplazarlas con un diseño y una sensación de juego mejorados». Turbo agrega tres oponentes adicionales con temas navideños entre la Pro League y la Ultra League (incluidos dos agregados previamente en actualizaciones de Beast Boxing 3D), así como un modo Nueva partida+, nuevas ilustraciones, mecánicas e historia. En Beast Boxing 3D, se revela que Char es una mujer al final del juego, en lugar de desde el principio como con Turbo; Luk afirmó que este cambio «mejoró la historia y fue más fácil identificarse con la protagonista si la audiencia conocía su secreto desde el principio».
Beast Boxing se inspiró en Punch-Out!!, Zeno Clash y Hajime No Ippo.

## Recepción
Muchos críticos compararon favorablemente a Beast Boxing con Punch-Out!!. Los críticos elogiaron los gráficos de Beast Boxing, y varios comentaron que las animaciones del juego eran «fluidas». AppSpy elogió la jugabilidad «intuitiva» de Beast Boxing 3D, así como sus gráficos «magníficos», calificando sus animaciones de «fluidas» y describiendo el nivel de detalle como «simplemente impresionante». 148Apps elogió la IA y los controles del juego, y describió a los oponentes del juego como «extremadamente detallados con animaciones fluidas». Gizmodo afirmó que el juego «emana estilo».
Pocket Gamer describió la jugabilidad de Beast Boxing 3D como «intuitiva y adictiva», y elogió sus gráficos «increíblemente detallados» y sus «animaciones maravillosamente fluidas». Gamezebo fue más crítico, afirmando que «a pesar de dar la impresión de profundidad, realmente no hay mucha acción de lucha en absoluto, además de apretar dos botones una y otra vez», criticando su jugabilidad como breve y superficial, pero elogió sus «excelentes efectos visuales». Slide To Play resumió el juego como que tiene «excelentes controles, [un] sistema de actualización divertido y gráficos llamativos», y lo llamó además «un juego impresionante en muchos niveles», pero criticó la brevedad del juego. TouchArcade lo llamó «un juego absolutamente hermoso», elogiando la necesidad del juego de combos y estrategia debido a la IA del juego, expresando que la IA que se adapta a los movimientos del jugador le da al juego una «sensación natural que aumenta el valor de rejugabilidad».
Macworld elogió la jugabilidad de Beast Boxing 3D, calificándola de «maravillosamente ejecutada» y afirmando que tiene «un gran uso de los controles táctiles».
The Mary Sue señaló a Char como un buen ejemplo de representación femenina positiva en los juegos, y elogió el enfoque del juego en los combos y la estrategia, afirmando que «la razón por la que Beast Boxing Turbo atraerá a las mujeres a las que ya les gustan los juegos de boxeo es porque es un buen juego de boxeo».